# Marie (film)
Marie (ook bekend als: Marie: A True Story) is een Amerikaanse dramafilm uit 1985, geregisseerd door Roger Donaldson. De film is gebaseerd op het boek Marie: A True Story uit 1983 geschreven door Peter Maas, dat vervolgens gebaseerd is op Marie Ragghianti die in de jaren zeventig werkzaam was voor gouverneur Ray Blanton van Tennessee, die betrokken raakt bij een schandaal van een voorwaardelijke invrijheidstelling waarbij hijzelf financieel beter van werd en Ragghianti daardoor bekend werd als klokkenluidster.

## Verhaal
Marie is een alleenstaande moeder die bij de overheid gaat werken. Daar wordt ze geconfronteerd met een corruptieschandaal dat ze niet binnenskamers houdt. Haar veiligheid, carrière en reputatie komt hiermee wel in gevaar, maar ze zal niet stoppen voordat de waarheid bekend is.

## Rolverdeling
| Acteur           | Personage                  |
| ---------------- | -------------------------- |
| Sissy Spacek     | Marie Ragghianti           |
| Jeff Daniels     | Eddie Sisk                 |
| Keith Szarabajka | Kevin McCormack            |
| Morgan Freeman   | Charles Traughber          |
| Fred Thompson    | Zichzelf                   |
| Lisa Banes       | Toni Greer                 |
| Trey Wilson      | FBI Agent                  |
| John Cullum      | Adjunct Procureur Generaal |
| Don Hood         | Gouverneur Blanton         |